# 예난차웅

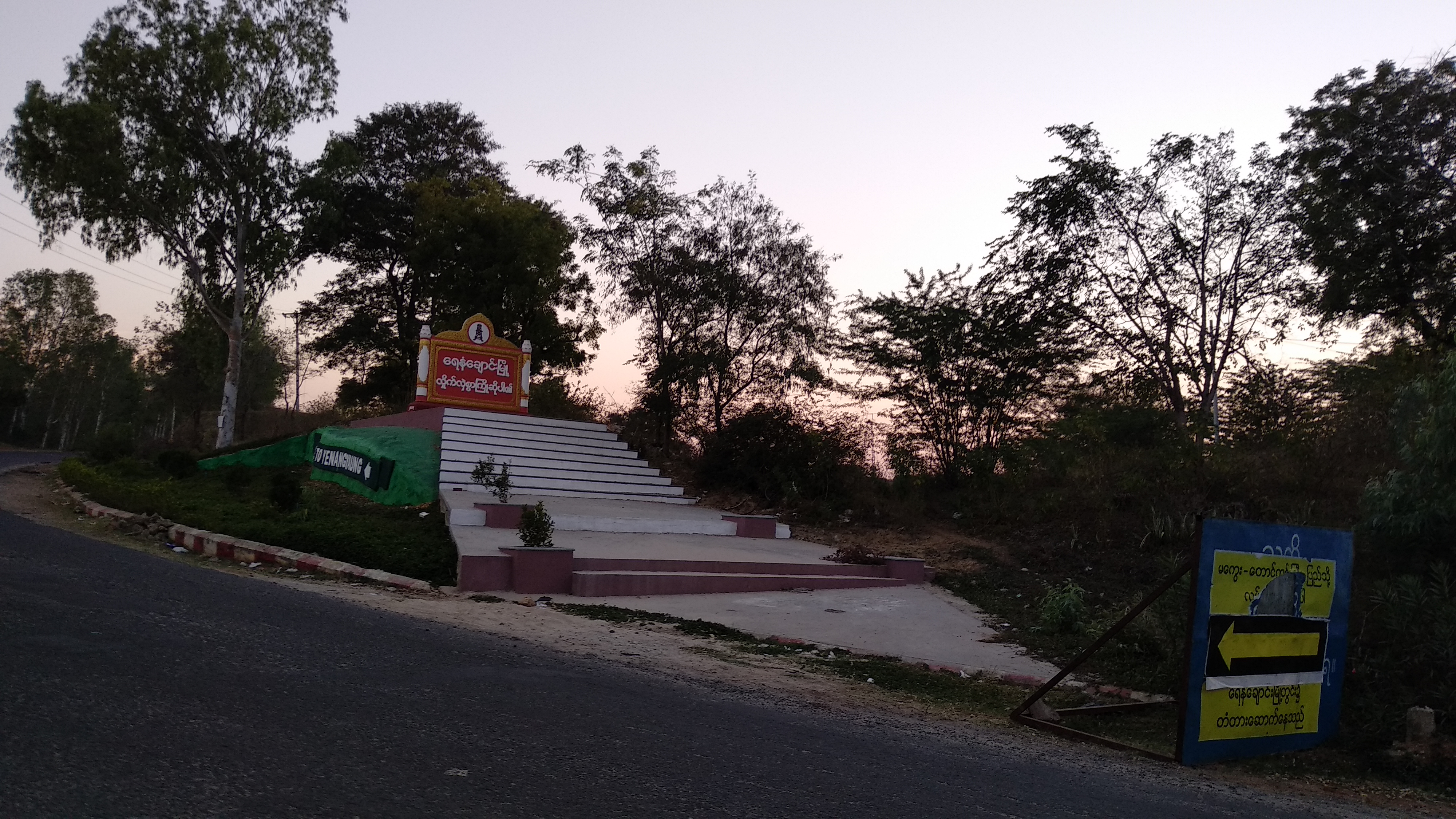

예난차웅(버마어: ရေနံချောင်း 예난차웅)은 미얀마의 머궤도의 도시로, 에야워디강 연안에 위치한다.
도시의 이름은 버마어로 기름 강을 의미한다. 이름에서도 알 수 있듯이 오래전부터 석유 산업이 발달해왔다.